# Wimal Jayasuriya
Arachchige Don Wimal Siri Appuhamy Jayasuriya (ur. 23 stycznia 1969 w Negombo) – lankijski duchowny rzymskokatolicki, biskup Chilaw od 2024.

## Życiorys
Święcenia kapłańskie przyjął 9 sierpnia 1997 i został inkardynowany do diecezji Chilaw. Przez kilka lat pracował jako duszpasterz parafialny, zaś w latach 2000–2005 odbył w Rzymie studia z zakresu prawa kanonicznego. Po powrocie do kraju został wikariuszem sądowym, a w 2013 objął stanowisko wykładowcy krajowego seminarium w Kandy. W 2019 wyjechał do Stanów Zjednoczonych i został sędzią sądu biskupiego diecezji Fort Wayne-South Bend.
6 grudnia 2023 papież Franciszek mianował go biskupem diecezjalnym Chilaw. Sakry udzielił mu 2 marca 2024 w Chilaw biskup Valence Mendis. 